# Ostřetín
Ostřetín település Csehországban, a Pardubicei járásban. Ostřetín Holice, Dolní Roveň, Jaroslav, Trusnov, Horní Jelení és Veliny településekkel határos. Lakosainak száma 911 fő (2024. január 1.).

## Népesség
A település lakosságának változását az alábbi diagram mutatja:
| Lakosok száma | 1187 | 1182 | 1361 | 1077 | 1069 | 967  | 939  | 933  | 914  | 911  |
|               | 1869 | 1890 | 1921 | 1950 | 1980 | 2001 | 2017 | 2019 | 2022 | 2024 |